# Glock 17
Glock 17 är en automatpistol med kaliber 9 × 19 mm tillverkad i Österrike av Glock GmbH. Vapnet introducerades som Glocks första pistolmodell 1983 och var då en av de första pistolerna att nyttja en stomme i polymer.
Vapnet anses mycket pålitligt och tåligt. Det skiljer sig från andra främst genom den unika säkringen, som finns i själva avtryckaren, och som frigörs först i skottögonblicket. Vapnet saknar också hane, och kan därför inte spännas separat, vilket är fallet på andra vapen av samma typ. Magasinskapaciteten är 17 patroner och vikten endast 874 gram. 
Grundkonstruktionen används som grund för ett flertal andra pistolmodeller från tillverkaren. Modellerna skiljer sig åt främst i fråga om storlek och kaliber. Vapnet är mycket vanligt förekommande inom försvar och polis världen över. Det används bland annat av det svenska, norska, finska och holländska försvaret.

## Etymologi
Benämningen "Glock 17" kommer av att det är konstruktören Gaston Glocks sjuttonde patent. Glock har tidigare designat och tillverkat knivar och spadar till österrikiska armén, även dessa tillverkade av den polymer, "Polymer 2" (en variant av nylon 6) som används i stommen till pistolerna.
Namnet har dock burit myten att vapnet blev döpt efter dess standard ammunitionskapacitet om 17 patroner.

## Handhavande
Till skillnad från många andra pistoler saknar Glock 17 en manuell säkring.
Inbyggt i avtryckaren finns istället en säkring som förhindrar att avtryckaren förs bakåt oavsiktligt. Avtryckarsäkringen och avtryckaren måste båda vara fullt intryckta för att pistolen skall avfyras. Om säkringen inte är intryckt kommer avtryckaren inte kunna röra sig bakåt och avfyra pistolen. Säkringen är designad för att skydda mot oavsiktlig avfyrning om vapnet tappas i marken eller utsätts för lateralt tryck.

## Pipa
Pipan på Glock 17 har polygonal räffling med sex släta ytor som tillsammans bildar ett kantigt hål. Tillverkningen skiljer sig från traditionella metoder och, då processen är densamma som för eldrör till artilleripjäser. Denna metod ger pipan dess överlägsna styrka.[källa behövs]

## Generationer
Det finns fem generationer av vapnet:
- Generation ett hade en enhetlig yta runt hela pistolgreppet.
- Generation två hade näthuggning på fram och baksidan av pistolgreppet.
- Generation tre har fingergrepp på framsidan av pistolgreppet samt ett särskilt fäste, Universal Rail, framför varbygeln. Två varianter finns, Glock 17 MB med dubbelsidig magasinspärr samt Glock 17 RTF-2, Rough Texture Finish.
- Generation fyra introducerade en dubbelsidig förstorad magasinsspärr, dubbel rekylfjäder, utbytbar greppyta bak.
- Generation fem introducerade en mantelspärr på höger sida vapnet, för att ge vänsterhänta samma möjligheter som högerhänta, en ny nDLC finish, en uppgraderad räffling (fortfarande polygonal) av pipan, tog bort fingergreppet som kom i generation tre och introducerade en orange patronförare i magasinet. Numera kommer Gen5 med Front Serrations (skärning för bättre grepp även framtill på manteln) vilket är en stor fördel om man skjuter IPSC med rödpunktssikte.

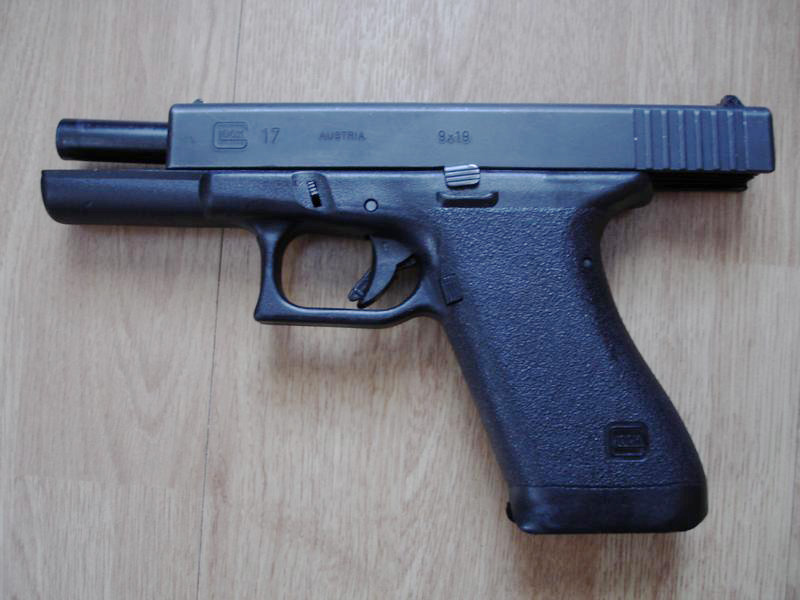
Generation 1 Glock 17 med öppen mantel.
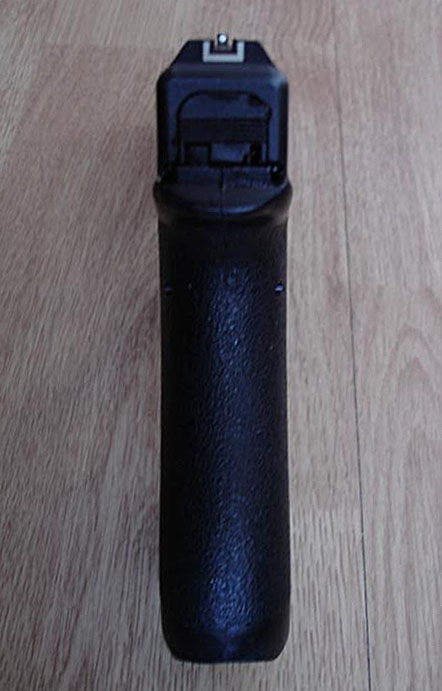
Generation 1 standardkorn.
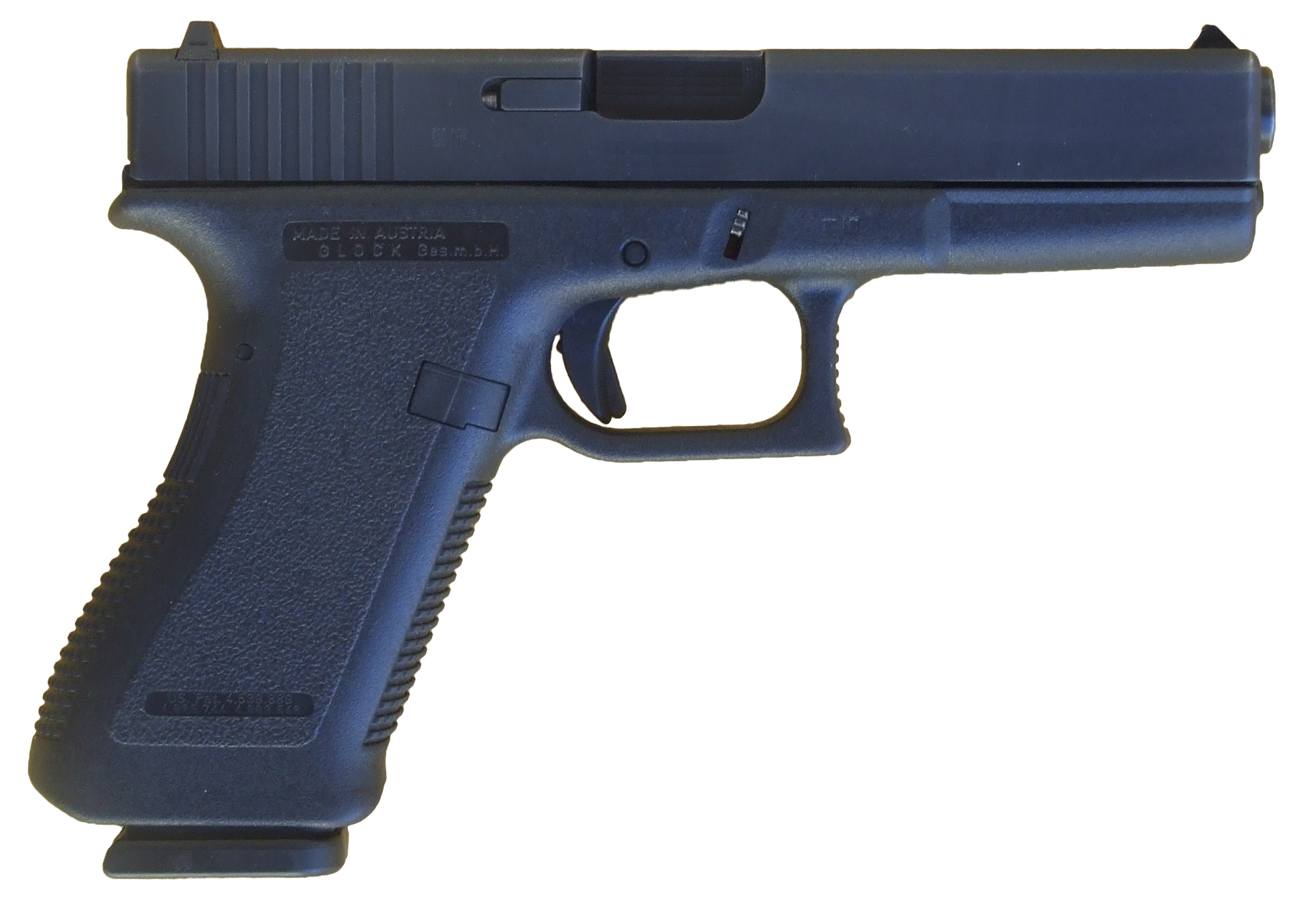
Generation 2 Glock 17.
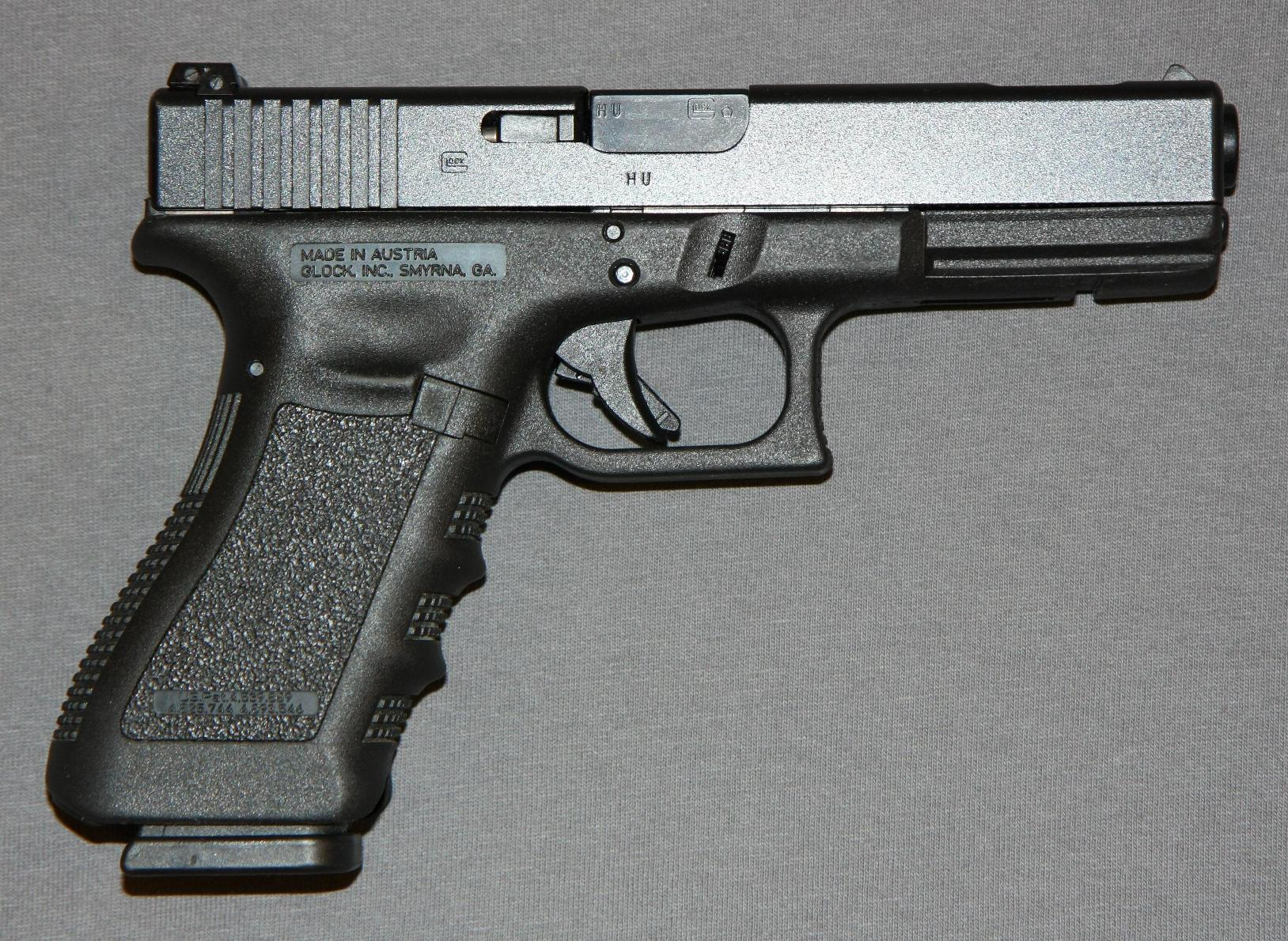
Generation 3 Glock 17C.

## Användning inom det Svenska försvaret (pistol 88)

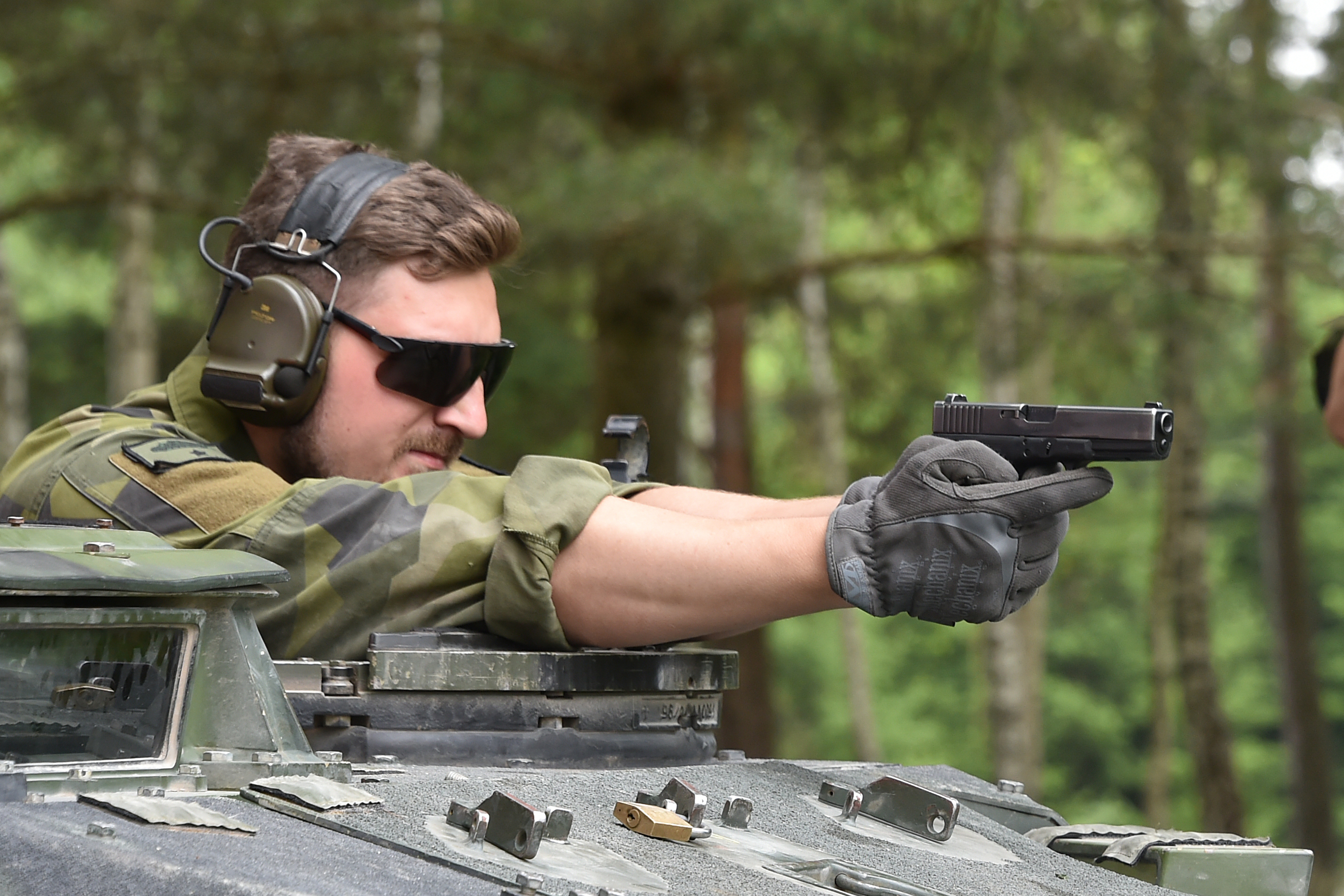
Besättningsman till stridsvagn 122 med pistol 88 under Strong Europe Tank Challenge 2018.

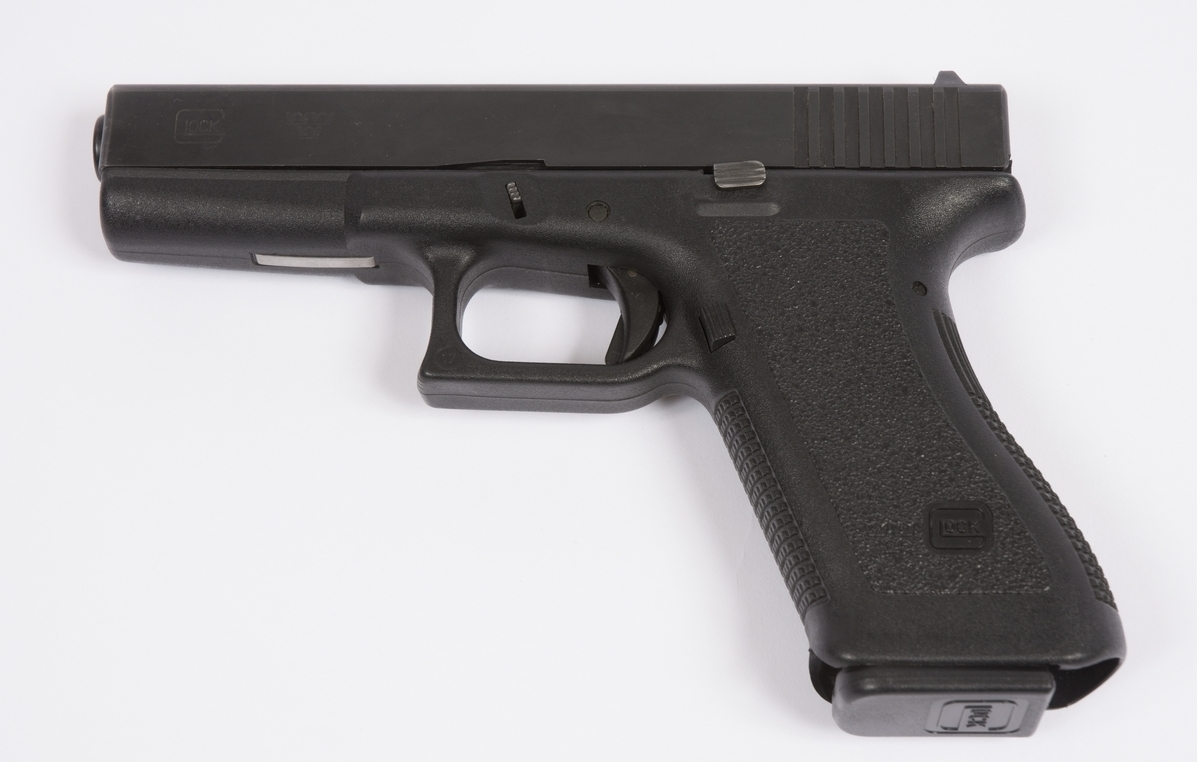
F.d. Arméchefen Åke Sagréns Pistol 88

När FMV skulle ersätta Försvarsmaktens åldrade tjänstepistol m/40, var ett krav att den nya pistolen skulle klara av att skjuta Kpist-ammunitionen 9 mm m/39B som fanns i stor omfattning inom försvaret. Patronen är avsedd att penetrera kroppsskydd och har en kraftigare laddning än vanliga 9 mm Parabellum-patroner och en blykula försedd med stålmantel. Ett antal olika vapen testades, och valet föll på Glock just för att den inte visade något onormalt slitage, trots att drivladdningen och stålmanteln på denna ammunition orsakar ett högre slitage i pipan än normalt. 
Glock 17 har den militära beteckningen 9 mm pistol m/88, kort 9 mm pist m/88 (modernt vanligen förkortat till "Pistol 88"). Vapnet har köpts in i flera omgångar, och därför förekommer flera varianter. De vapen som anskaffats av generation tre har fått beteckningen Pistol 88C2.  
Pistol m/88B är det svenska försvarets beteckning på Glock 19 som används av flygvapnets piloter.

## Mytbildning
En vanlig myt om Glock 17 är att den är tillverkad helt i plast och därför inte ger utslag i metalldetektorer. Detta är helt fel, då stommen innehåller ett antal metalldelar, samt att både manteln och pipan är gjorda av stål. Innan internet var myten dock mycket utbredd och användes på 1980-talet av påtryckare för vapenkontroll som argument för att förbjuda påstådda plastvapen i USA, något som misslyckades efter att myten motbevisats.